# TriQuarterly
TriQuarterly este un nume purtat de o revistă literară americană și de o colecție de cărți, ambele funcționând sub egida editurii universitare Northwestern University Press. Revista apare de două ori pe an și publică scrieri literare de ficțiune și non-ficțiune, adică poezii, proză, piese de teatru, eseuri literare, recenzii, un blog și artă grafică.

## Înființare
Revista TriQuarterly a fost înființată în 1958 ca o publicație academică studențească cunoscută acum pentru publicarea scrierilor tânărului Saul Bellow. Ea a fost remodelată în 1964 de Charles Newman ca o publicație națională inovatoare adresată unui public literar divers și sofisticat. Northwestern University Press, departamentul editorial al universității, se ocupă cu redactarea și administrarea publicației. Revista a fost numită astfel deoarece, în calitatea inițială de publicație studențească, apărea în fiecare dintre cele trei trimestre ale anului universitar Northwestern, dar nu și în al patrulea trimestru, vara, când studenții se aflau în vacanță.

## Colecție de cărți
În anul 1990 Northwestern University Press a înființat o colecție nouă de creații literare de ficțiune (poezie și proză) sub marca editorială TriQuarterly. Scriitori precum Nikky Finney⁠(d), Christine Schutt⁠(d), A. E. Stallings⁠(d), Patricia Smith, Bruce Weigl⁠(d) și Angela Jackson⁠(d) au publicat scrieri în cadrul acestei colecții, inclusiv creații literare care au câștigat National Book Award⁠(d), premiul literar Whiting, premiul de poezie „Kingsley Tufts” și premiul literar Hurston/Wright.

## Schimbarea formatului
Pe 21 septembrie 2009, Universitatea Northwestern a anunțat trei modificări aduse revistei. În primul rând, în loc să continue sub egida Northwestern University Press cu redactori profesioniști plătiți, revista urma să devină o publicație redactată de studenți în 2010. În al doilea rând, ediția tipărită și-a încetat apariția, iar revista a fost pblicată doar în format digital. În al treilea rând, revista va trece de la presă la programul de Master în Arte Frumoase în Scriere Creativă (parte a Departamentului de Engleză al Universității Northwestern).  Prima ediție online a TriQuarterly Online, numărul 138, care continua ordinea numerotării pentru a-și arăta continuitatea față de ediția tipărită, a fost lansată pe 5 iulie 2010 pe site-ul web: Triquarterly.org.
Redactorii unor publicații cât mai variate precum Chronicle of Higher Education⁠(d) și The New Yorker au exprimat nemulțumirea lumii literare față de această schimbare. Un scriitor a descris comunitatea literară ca fiind „surprinsă, întristat, șocată” de această schimbare, precum și „consternată” că redactorul șef și redactorul asociat ai revistei urmau să nu-și mai continue activitatea. Jeffrey Lependorf, director executiv al Council of Literary Magazine and Presses, a declarat că schimbarea „nu se simte ca predarea torței, ci ca stingerea flăcării”. Un altul a scris că dovedește „o tendință dureroasă în industria editorială și în mediul academic: înlocuirea profesioniștilor experimentați și plătiți cu forță de muncă ocazională subplătită (sau neplătită) – indiferent dacă sunt bloggeri, studenți sau personal auxiliar care nu au parte adesea nici de beneficii și nici de siguranța locului de muncă”.

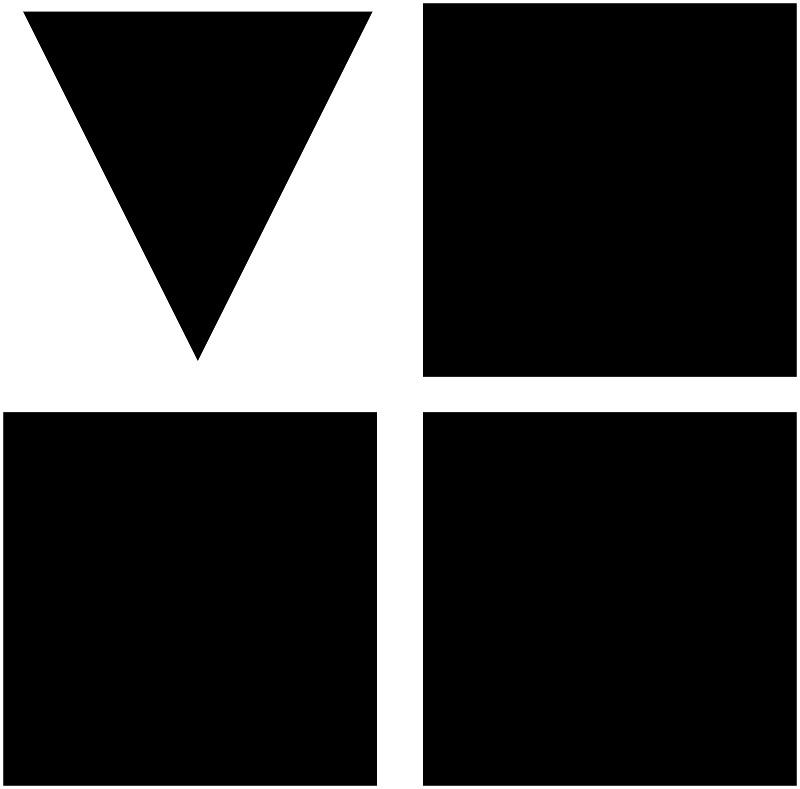
Sigla mărcii editoriale TriQuarterly, operate de Northwestern University Press.

După ce universitatea a realocat revista TriQuarterly către Departamentul de Limba Engleză, Northwestern University Press a continuat să achiziționeze și să publice cărți sub marca TriQuarterly, care este editată începând din anul 2020 de Parneshia Jones⁠(d).

## Influență
Aspectul fizic al mai multor reviste literare de astăzi derivă din designul revistei TriQuarterly, creat în 1964, așa cum se menționează în revista The New Yorker care susține că TriQuarterly este „o publicație venerată (este considerată că a fost un pionier al formatului literar trimestrial)”. Prin publicarea unei combinații de numere generale și numere speciale ocazionale, cum ar fi for Vladimir Nabokov on his seventieth birthday, Prose for Borges și The Little Magazine in America: A Modern Documentary History, TriQuarterly a devenit rapid una dintre cele mai importante și mai admirate reviste literare americane.

## Recunoaștere
Ziarul New York Times a considerat că TriQuarterly este „probabil cea mai bună revistă de ficțiune literară” din America.